# Piotr Czarnecki (finansista)
Piotr Czarnecki (ur. 7 kwietnia 1962) – polski finansista i menedżer, prezes Raiffeisen Bank Polska w latach 2003–2019.

## Życiorys
Absolwent kierunku Organizacja i Zarządzanie na Politechnice Warszawskiej oraz studiów podyplomowych na Harvard Business School i na Uniwersytecie Columbia.
W latach 1990–1991 pracował jako menedżer w Polskim Banku Rozwoju. W latach 1992–1994 dyrektor w Kredyt Banku. W latach 1994–2000 pełnił funkcję członka, a następnie wiceprezesa zarządu Rabobank Polska. W latach 2000–2002 prezes Getin Service Provider (dziś Getin Holding), którą kierował podczas debiutu na Giełdzie Papierów Wartościowych w Warszawie. W 2002 był dyrektorem w Telekomunikacji Polskiej. 
W 2003 został najpierw członkiem zarządu, a następnie prezesem Raiffeisen Bank Polska. Funkcję pełnił do likwidacji banku po przejęciu przez BGŻ BNP Paribas Bank Polska w 2019.
Był członkiem rad nadzorczych, m.in. Lukas Banku, Polbanku EFG (po przejęciu przez Raiffeisen Bank Polska).
Wykładowca Uniwersytetu Humanistycznegospołecznego SWPS.

## Odznaczenia i wyróżnienia
- 2006: Bankowiec Roku Gazety Bankowej[2]
- 2011: Złoty Krzyż Zasługi[9]
- 2016: odznaka honorowa „Za zasługi dla bankowości Rzeczypospolitej Polskiej”[10]